# Танталіт

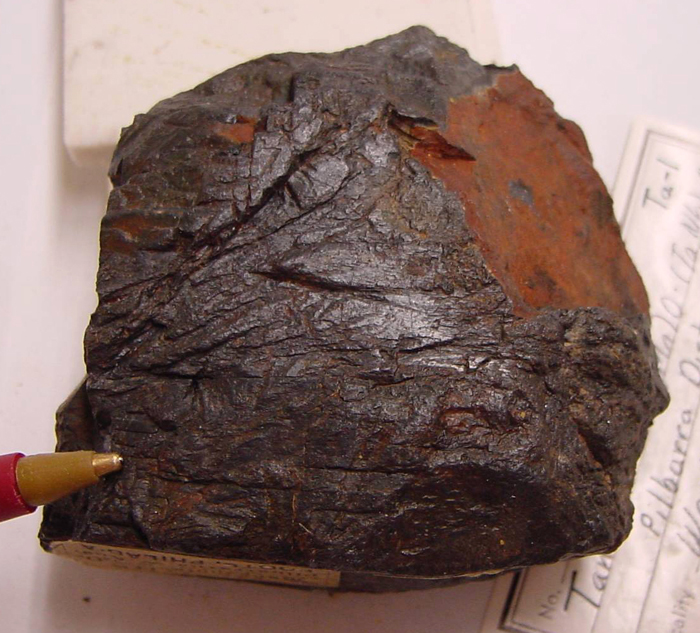
Танталіт. Пілбара, Австралія

Танталіт — мінерал класу оксидів і гідрооксидів, сімейства титанотанталоніобатів, танталистий колумбіт ланцюжкової будови (крайній член ізоморфного ряду колумбіт — танталіт). Синоніми: ільдефонсит, руда танталова тверда.
Руда танталу.

## Етимологія та історія
Названий за хімічним елементом танталом. 
Вперше мінерал відкрив і дослідив у 1802 р. шведський природознавець і хімік Андерс Ґустаф Екеберг..

## Опис
Хімічна формула: (Fe, Mn)Ta2O6. Склад у % (з родов. Варутреск, Швейцарія): FeO — 9,81; MnO — 10,79; Ta2O5 — 74,0. Домішки: Nb2O5 (3,0); SiO2 (1,14), TiO2 (073).
Сингонія ромбічна. Ромбо-дипірамідальний вид. Утворює таблитчасті, короткопризматичні, списоподібні, голчаті кристали, щільні аґреґати. Густина 6,2-8,2. Тв. 6,5-6,75. Чорного, бурувато-чорного кольору. Блиск напівметалічний. Риса червона, червоно-бура. Прозорий у тонких уламках. Крихкий. Радіоактивний. Рідкісний. Зустрічається в пегматитових жилах разом з альбітом, кварцом, мусковітом, турмаліном, цирконом, вольфрамітом, каситеритом. Походження ендогенне. Відомо два типи родовищ: рідкіснометалічні ґранітні пегматити і плюмазитові рідкіснометалічні ґраніти.

## Розповсюдження
Танталіт зустрічається в гранітних пегматитах, багатих на рідкісні елементи, і в розсипних родовищах, отриманих з таких порід.
Танталіт стійкий в корі вивітрювання, нагромаджується тільки в елювіальних, рідше алювіально-делювіальних розсипах ближнього зносу. 
Він був знайдений в Австралії, Бразилії, Канаді, Колумбії, Єгипті, Північній Європі, Мадагаскарі, Намібії, Нігерії, Руанді, Демократичній Республіці Конго, Сполучених Штатах (Каліфорнія, Колорадо, Мен і Вірджинія) і Зімбабве. Бразилія має найбільші у світі запаси танталіту (52,1%).

## Різновиди
Розрізняють:
- танталіт залізистий або Танталіт-(Fe), раніше званий феротанталіт, з формулою Fe2+Ta2O6 (різновид танталіту з відношенням Fe: Mn>3:1),
- танталіт кальціїстий (різновид танталіту який містить до 8 % СаО),
- танталіт-колумбіт (мінеральний вид змінного складу (Fe, Mn)(Nb, Ta)2O6, склад і властивості якого змінюються від крайнього ніобіїстого різновиду колумбіту — (Fe, Mn)Nb2O6 до крайнього танталіїстого різновиду танталіту — (Fe, Mn)Ta2O6,
- танталіт манґанистий або Танталіт-(Mn), раніше називався манганотанталіт, з формулою Mn2+Ta2O6 (різновид танталіту який містить до 14,45 % MnO),
- тамела-танталіт (тапіоліт),
- танталіт олов'янистий (воджиніт).
- танталіт магніїстий або Танталіт-(Mg), раніше називався танталіт магнію, формула MgTa2O6
- ітротанталіт — танталіт, що містить ітрій; назва прийнята Міжнародною мінералогічною асоціацією у 1987 році. Формула (Y,U,Fe2+)(Ta,Nb)(O,OH)4.

## Переробка і використання
Збагачується головним чином гравітаційним способом, а при дуже дрібній вкрапленості флотацією. При доведенні концентратів ефективна поліґрадієнтна магнітна сепарація.
Металевий тантал, вилучений з танталіту, використовується в сплавах для підвищення міцності та вищих температур плавлення, у склі для збільшення показника заломлення та в хірургічній сталі, оскільки він не реагує та не подразнює тканини тіла.

## Інтернет-ресурси
- Webmineral Tantalite-(Fe)
- Webmineral Tantalite-(Mn)
- Handbook of Mineralogy